# Alexander Baltazzi

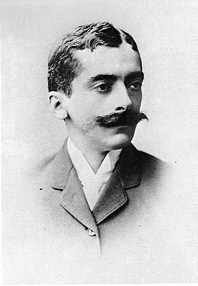
Alexander Baltazzi, ca. 1890

Alexander Baltazzi (* 1850 in Wien; † 24. November 1914 ebenda) war ein österreichisch-griechischer Pferdesportler.

## Leben
Baltazzi entstammte einer griechischen Bankiersfamilie aus Smyrna und war der Bruder von Helene Vetsera. Alexander war der älteste Sohn von Theodor Baltazzi (* 1768, † 1860) und dessen zweiter Ehefrau Elizabeth, geb. Sarell (* 1821, † 1863).
Die Familie Baltazzi hatte aufgrund des außerordentlichen Reittalents der vier Söhne Aristide, Alexander, Hector und Henri (Heinrich) Aufnahme in die höchsten gesellschaftlichen Kreise gefunden. 1874 wurden sie bei Hofe eingeführt und der reitsportbegeisterten Kaiserin Elisabeth vorgestellt. Sie waren gern gesehene Gäste und Teilnehmer auf den Turfplätzen Europas. Alexander und Aristides besaßen gemeinsam das berühmte Rennpferd »Kisbér«. Sie gewannen 1876 das englische Epsom Derby und wurden bekannt als Baltazzi brothers. In 100 Jahren ist es nur vier Pferden gelungen, Epsom Derby und den Grand Prix de Paris zu gewinnen, Kisbér gehört dazu. Der Bruder Hector lebte in Paris und starb 1916 während eines Besuchs im Wiener Jockey-Club.
Als am 30. Jänner 1889 der österreichische Kronprinz Rudolf auf Schloss Mayerling seine Geliebte Baronesse Mary Vetsera und dann sich selbst erschoss, weilte Alexander Baltazzi bei deren Mutter, seiner Schwester Helene Vetsera, in deren Palais Vetsera in Wien. Erst am Abend zuvor hatte Helene durch Alexanders Geliebte, Gräfin Marie Larisch, welche die Bekanntschaft zum Kronprinzen vermittelt hatte, von der Affäre erfahren, nachdem Mary während eines gemeinsamen Einkaufsbummels mit der Gräfin angeblich plötzlich davongelaufen und auch nachts nicht nach Hause zurückgekehrt war. Gräfin Larisch blieb nichts anderes übrig, als die Vermutung zu äußern, die Tochter sei zum Kronprinzen in die Hofburg gegangen. Die geschockte Baronin Helene sah ihre ehrgeizigen Heiratsambitionen für ihre hübsche Tochter mit einem Schlag verschwinden. Um zumindest deren Ehre zu retten, vereinbarte sie mit ihrem Bruder Alexander, er solle mit Mary rasch, bevor es zu einem Skandal käme, nach Konstantinopel fahren und sich dort mit ihr verheiraten. Als Frau könnte sie dann machen, was sie wolle. Schließlich sei auch Alexanders Geliebte, Gräfin Larisch, eine verheiratete Frau.
Als am nächsten Tag die über das Verschwinden ihrer Tochter verzweifelte Helene Vetsera sich in die Hofburg begab, um die Kaiserin Elisabeth anzuflehen, mit ihrer Tochter und dem Kronprinzen zu reden, maß die Kaiserin die Baronin mit ihren Blicken und erwiderte kalt: Das kann ich nicht – sie sind beide tot. Mit diesen Worten entfernte sich die Kaiserin hocherhobenen Hauptes. „Helene Vetsera fiel … bewußtlos zu Boden.“ Die Kaiserin war der Meinung gewesen, Helene Vetsera habe von der Beziehung ihrer Tochter mit dem Kronprinzen Kenntnis gehabt und dieses Liebesverhältnis sogar begünstigt. Erst später erfuhr sie von der Unkenntnis der Baronin und ließ ihr Genugtuung widerfahren. Alexander Baltazzi leistete seiner Schwester nach der Schreckensnachricht Beistand.